# Phil Ochs
Phil Ochs, celým jménem Philip David Ochs (19. prosince 1940 El Paso – 9. dubna 1976 New York) byl americký folkový písničkář židovského původu, autor a interpret protestních písní.
Vyrůstal v Columbusu, kde hrál na klarinet v orchestru Capital University a studoval žurnalistiku na Ohijské státní univerzitě. Na jeho hudební vývoj měli vliv Woody Guthrie, Pete Seeger, Elvis Presley a Faron Young. Od roku 1962 vystupoval v Greenwich Village jako pouliční hudebník s kytarou Gibson J-45, v roce 1963 prorazil díky vystoupením na Newport Folk Festivalu a na setkání folkařů v Carnegie Hall, o rok později vydal první desku u firmy Elektra Records. Ochs se označoval jako „zpívající novinář“, protože ve svých skladbách reagoval na aktuální události, zastával radikálně levicové názory, byl odpůrcem války ve Vietnamu. K jeho nejúspěšnějším písním, které přebírali také další interpreti (např. Joan Baez, John Denver nebo Wyclef Jean), patřily „I Ain't Marching Anymore“, „Love Me, I'm a Liberal“, „Draft Dodger Rag“, „Power and the Glory“ a „The War Is Over“. Byl výraznou postavou americké kontrakultury 60. let, vynikal jedovatým humorem a originálním stylem zpěvu. Přispíval také do časopisu Broadside, patřil k zakladatelům Youth International Party, podporoval tzv. Chicagskou sedmičku obviněnou z organizování pouličních nepokojů v srpnu 1968, navštívil Chile, kde se setkal se Salvadorem Allendem a Víctorem Jarou.
Deziluze z politického vývoje po nástupu republikánů k moci v roce 1968 i obavy z pronásledování ze strany CIA vedly ke zhoršení Ochsova psychického stavu, byl závislý na lécích a alkoholu, lékaři mu diagnostikovali bipolární afektivní poruchu. V roce 1976 se oběsil v domě své sestry v newyorské čtvrti Far Rockaway.

## Diskografie
- All the News That's Fit to Sing (Elektra, 1964)
- I Ain't Marching Anymore (Elektra, 1965)
- Phil Ochs in Concert (Elektra, 1966)
- Pleasures of the Harbor (A&M, 1967)
- Tape from California (A&M, 1968)
- Rehearsals for Retirement (A&M, 1969)
- Greatest Hits (A&M, 1970)
- Gunfight at Carnegie Hall (A&M Canada, 1975)
- There and Now: Live in Vancouver 1968 (Rhino, 1991)